# Bergia mossambicensis
Bergia mossambicensis là một loài thực vật có hoa trong họ Elatinaceae. Loài này được Wild mô tả khoa học đầu tiên năm 1957.